# مسجد اوتسوكا
مسجد اوتسوكا هو مسجد يقع في منطقة اوتسوكا في العاصمة طوكيو عاصمة اليابان، يدار المسجد من قبل جمعية الوقف الإسلامي في اليابان.

## التاريخ
نمت فكرة بناء مسجد اوتسوكا من هموم المسلمين الذين يعيشون في وسط طوكيو في فترة السبعينات والثمانينات من القرن العشرين، الذين يريدون تعليم أبنائهم وفقا لمبادئ الشريعة الإسلامية، تم الانتهاء من بناء مسجد اوتسوكا في شهر ديسمبر من عام 1999، بتكلفة إجمالية قدرها 68,927,695 ين، وبلغا التبرعات المحلية 38,454,323 ين، وجاء المبلغ المتبقي من خلال التبرعات الأجنبية، وجاء جزء كبير من التبرعات الخارجية من الأمير سلطان بن عبد العزيز في المملكة العربية السعودية، ورابطة العالم الإسلامي في مكة المكرمة.

## ملحقات المسجد
بالإضافة لوضيفة المسجد الرئيسية هو توفير مكان مناسب لأداء الصلوات الخمس بالإضافة لصلاة الجمعة، المسجد يملك عدد من الخدمات والمرافق المساندة وهي :
- المدرسة الدولية الإسلامية : أنشأت لتأكيد أهمية المعرفة بشكل كبير بالإسلام، ترتب المدرسة فصول لتعلم القرآن الكريم والمعارف الإسلامية الأساسية واللغة العربية، وهناك خطط لتشمل اللغة الإنجليزية واللغة اليابانية ودروس في الكومبيوتر، وفد قسمت أوقات الدراسة فيها لتشمل : يوم الأحد للأطفال، يومي السبت والأحد للسيدات، وفصول تعليم الكباركل يوم السبت، وتعقد فصول خاصة للبالغين عند الطلب، وتتمثل الدراسة في قراءة القرآن وتحفيظ القرآن وحفظ اختيار المرأة وحفظ الأذكار والاستماع إلى قصص الأنبياء ومراقبة الطبيعة والأخلاق الأساسية في الإسلام وفهم التوحيد عمليا من خلال الدراسات المختلفة والتحضير للمدارس المتوسطة والثانوية في اليابان .
- دروس اللغة العربية : وهي تعلم وفهم القرآن وهي واحدة من الأساسيات لتكون مسلمة، يقام الدرس باللغة العربية لتعلم اللغة العربية .
- التعليم الإسلامي المنتظم : المسجد ينظم بانتظام محاضرات حول القرآن الكريم والحديث النبوي .
- روضة أطفال : توسست الروضة عام 2012، تقبل الروضة الأطفال الذين تتراوح أعمارهم بين 4 أعوام وأعلا إلى رياض الأطفال .
- المكتبة : مواضيع كتب المكتبة هي عن الإسلام وتعليم اللغة العربية، بالإضافة لنوفر كتب باللغة الإنجليزية واللغة اليابانية .

## وصلات خارجية
- الموقع الرسمي لمسجد اوتسوكا